# Narkausjärvi (sjö i Finland)
Narkausjärvi är en sjö i Finland. Den ligger i kommunen Rovaniemi i landskapet Lappland, i den norra delen av landet, 700 km norr om huvudstaden Helsingfors. Narkausjärvi ligger 149,7 meter över havet. Den är 9,1 meter djup. Arean är 1,24 kvadratkilometer och strandlinjen är 6,46 kilometer lång. Sjön  ingår i Kemi älvs huvudavrinningsområde. 